# Габибов, Муслим Эмиршахович
Муслим Эмиршахович Габибов (16 августа 1989) — российский борец вольного стиля.

## Биография
Серебряный призёр чемпионата России среди юниоров 2008, где в финале уступил Нариману Исрапилову. Бронзовый призёр юниорского чемпионата Европы по борьбе 2008 года. Победитель чемпионата мира среди студентов 2010 года в Турине.

## Происшествия
15 декабря 2010 года в Москве во время беспорядков на Манежной площади, будучи студентом РГУФКСиТ, вместе с Асхабом Абдулкаримовым и Артуром Ахмедовым был задержан за избиение 25-летнего москвича — инженера ООО «Паритет» Дмитрия Зимина. Московским городским судом 6 февраля 2012 года за совершение преступления предусмотренного п. «а» ч. 2 ст. 116 УК РФ, получил наказание в виде 1 года 10-ти месяцев ограничения свободы, принимая во внимание, что Габибов содержатся под стражей с 15 декабря 2010 года, в соответствии с УК РФ, время содержания лица под стражей засчитывается в сроки ограничения свободы из расчета один день за два дня, был освобожден из зала суда.

## Спортивные результаты на международных соревнованиях
- Чемпионат Европы по борьбе среди юниоров 2008 — ;
- Чемпионат мира среди студентов 2010 — ;